# تشا بوم كون

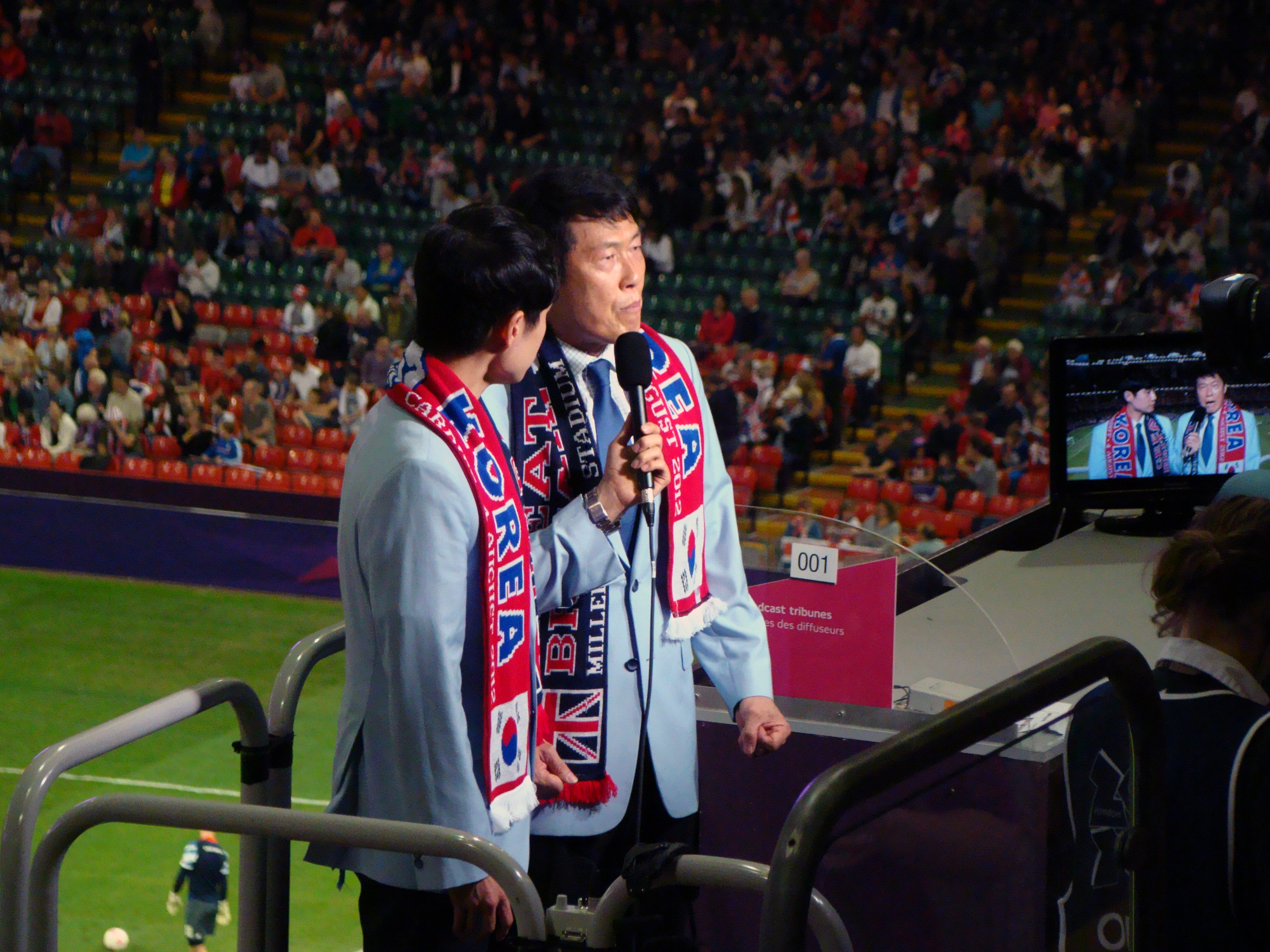
تشا بوم كون

تشا بوم كون (الكورية: 차범근)، من مواليد 22 مايو 1953، لاعب كرة قدم كوري جنوبي سابق، ومدرب كرة قدم حالي، وقد أحترف مع العديد من الأندية الألمانية مثل دارمستادت وباير ليفركوزن وإنتراخت فرانكفورت، وقد لعب مع منتخب كوريا الجنوبية لكرة القدم في كأس العالم لكرة القدم 1986، ودرب منتخب كوريا الجنوبية لكرة القدم في كأس العالم لكرة القدم 1998. و لدى تشا بوم كون ابن يلعب كرة القدم وهو تشا دو ري.

## روابط خارجية
- تشا بوم كون على موقع الاتحاد الدولي (مؤرشف)  (الإنجليزية)
- تشا بوم كون على موقع دوري كوريا الجنوبية (الإنجليزية)
- تشا بوم كون على موقع قاعدة بيانات كرة القدم.إي يو (الإنجليزية)
- تشا بوم كون على موقع بيانات كرة القدم. دي إي (الألمانية)
- تشا بوم كون على موقع ناشيونال فوتبول تيمز (الإنجليزية)
- تشا بوم كون على موقع عالم كرة القدم.نت (الإنجليزية)
- تشا بوم كون على موقع كووورة